# Eduardo Dávila Armenta
Eduardo Enrique Dávila Armenta (Santa Marta, 1950) es un empresario, dirigente deportivo colombiano, propietario del Unión Magdalena.
Fue socio y amigo cercano del narcoparamilitar guajiro miembro de las Autodefensas Unidas de Colombia (AUC), Jorge Gnecco Cerchar y el jefe narcoparamiliar Hernán Giraldo, de gran influencia en la Sierra Nevada de Santa Marta.
En el 2007 ordenó el asesinato de su propia esposa por lo que fue capturado y condenado a 34 años de prisión.

## Controversias

### Nexos con el narcotráfico y el paramilitarismo
Eduardo Dávila y sus hermanos forman parte de una de las familias más tradicionales de Santa Marta, y del caribe colombiano; poseían grandes extensiones de tierras heredadas en el departamento del Magdalena, en inmediaciones de la Sierra Nevada de Santa Marta. La familia estaba en el negocio de exportación de banano en la zona bananera del Magdalena, que proveían a la United Fruit Company. A partir de 1960, los cultivos de banano se vieron afectados por la "Enfermedad de Panamá", lo que causó un declive económico en la región.  
En la década de 1970, empezó la época de la marihuana con exportaciones hacia Estados Unidos y Europa, con grupos de traficantes y marimberos que plantaban en la Serranía del Perijá y la Sierra Nevada de Santa Marta, y luego usaban las costas del Magdalena y La Guajira para el tráfico. Entre sus más cercanos socios, colaboradores y parientes en los departamentos de Magdalena y La Guajira estuvieron sus propios hermanos, pero también José Rafael Abello Silva, alias "Mono Abello", quien hizo parte de la estructura principal del cartel de Medellín, Alfredo Julio Abello Silva, alias "Happy Abello", y Edgar Soto Buelvas alias "El gordo Soto".
También los hermanos Julio César Zúñiga Caballero, Carlos Alberto Zúñiga Caballero, y Antonio Nel Zúñiga Caballero. Juan Manuel Noguera Aarón, alias "Juancho Noguera", Rafael Noguera Aarón, Julio Dangón Noguera alias "Moñón Dangón", Armando Enrique Dangón Noguera alias "Nay", Enrique Caballero Aduén, Antonio María Caballero Aduén, Jorge Gnecco Cerchar, Julio César Nasser David, alias "El Turco", Armando Pinedo, Mariano Vidal, Miguel Pinedo Barros, José Ignacio Vives Echeverría, alias "Nacho Vives". Gnecco Cerchar y Dávila eran muy cercano al narcoparamilitar Hernán Giraldo, alias "El patrón de la Sierra". En 1993, Dávila fue condenado a pagar una pena de 10 años de prisión por narcotráfico.
En 1997, las autoridades colombianas le aplicaron extinción de dominio a sus propiedades en la zona costera de Santa Marta conocida como Bahía Concha, luego de que encontraran en su propiedad 1.900 kilos de marihuana prensada.
En agosto del 2003, la Fiscalía General de la Nación pidió a un juez que aplicara la extinción de dominio al 25% de las acciones de Dávila en el quipo Unión Magdalena.
En marzo de 2009, Dávila Armenta se entregó ante la Fiscalía, luego de que el jefe narcoparamilitar Hernán Giraldo testificara ante la justicia, que Dávila Armenta y su hermano gobernador del departamento del Magdalena José Domingo, habían participado en reuniones con paramilitares, como parte de la parapolítica, para cuadrar las elecciones y ejercer presión sobre electores en ciertas zonas, eligiendo así a candidatos de su predilección. Por estas reuniones, su hermano José Domingo fue destituido y capturado el 2 de diciembre de 2008, además que las autoridades determinaron que fue firmante del Pacto de Chivolo entre parapolíticos.

### Homicidio de su esposa

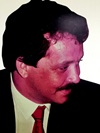
Jorge Gnecco Cerchar.

El 18 de enero de 2007, según determinó la justicia colombiana, Eduardo Dávila ordenó el asesinato de su propia esposa, Carmen Vergara Díaz Granados, conocida como "La nena Vergara", sobre la vía que conecta a Santa Marta con el sector contiguo conocido como El Rodadero, inmediaciones del cerro Ziruma. La mujer fue interceptada por sicarios quienes le propinaron varios disparos y la asesinaron.
Según las investigaciones, la esposa de Dávila manejaba las finanzas de la cienaguera María del Pilar Espinosa, viuda de su exsocio Jorge Gnecco Cerchar. En agosto de 2001, Gnecco fue asesinado en Bosconia, departamento del Cesar, bajo órdenes de los jefes paramiliares Rodrigo Tovar Pupo, alias "Jorge 40" y Salvatore Mancuso. Gnecco le dejó un cuantiosa herencia a su esposa María del Pilar, producto de sus negocios en el narcotráfico, lavado de activos y actividades empresariales. 
Pasado un tiempo Dávila, decidió iniciar una relación extramatrimonial con la viuda de Gnecco, al parecer para apoderarse de la millonaria herencia dejada por Gnecco. Por otro lado la esposa de Dávila, le aconsejaba a su amiga María del Pilar que cortara las relaciones con su entonces marido, por lo que María del Pilar decidió salir de Colombia por un tiempo, mientras que Vergara continuó manejando las propiedades y negocios de Espinosa. El episodio generó un triángulo amoroso y financiero. Luego de la salida de María del Pilar del país, Vergara fue víctima de un fallido atentado sicarial, por lo que responsabilizó a su esposo Eduardo Dávila, dadas las circunstancias.
La familia Gnecco Cerchar, tratando de velar por la herencia dejada por Jorge Gnecco a su esposa e hijos, decidió protegerla y le dieron un carro blindado para su transporte.
Testigos en el caso afirmaron que en el 2006 María del Pilar Espinosa regresó a Colombia para continuar su relación con Dávila, y que debido a esto Espinosa le pidió de vuelta el vehículo blindado a Vergara que le habían dado los Gnecco.  Ya sin el carro blindado, Vergara fue asesinada por sicarios el 18 de enero de 2007, con el beneplácito de Dávila y Espinosa.
Por estos hechos, a María del Pilar se le inició una investigación por su presunta participación en el homicidio, mientras que Dávila fue capturado y hallado culpable del asesinato, por lo que fue condenado a pagar 410 meses (equivalente a 34 años) de cárcel bajo los cargos de "homicidio agravado". Dávila y María del Pilar contrataron los servicios legales de los abogados Abelardo De La Espriella y Daniel Alejandro Peñarredonda Gómez, respectivamente.
En el 2008, Espinosa fue acusada por sus hijos de padecer "demencia", y obligada a internarse en hospital psiquiátrico. La custodia de las empresas productos de la herencia entonces pasaron a ser controladas por sus hijos, Jorge Camilo, Andrea del Pilar, Valeria y John Aníbal Gnecco Espinosa, y la familia Gnecco Cerchar. Las cuentas bancarias de Espinosa fueron bloqueadas y las empresas Comercializadora Carbonar y Ladrillera de la Costa pasaron a ser manejadas por su hijo Jorge Camilo. María del Pilar alegó que era un complot de sus hijos, madre y ex cuñados Gnecco Cerchar, para despojarla de sus propiedades. Tras apelar ante la justicia que no padecía "demencia" y estaba en facultades mentales para dirigir las empresas familiares, el 17 de marzo de 2009 María del Pilar fue capturada por la Fiscalía en relación con el homicidio de Vergara. María del Pilar luego inició una relación sentimental con el comerciante peruano Luis Bardales, y estaba en estado de embarazo, cuando el 24 de enero de 2011, María del Pilar fue víctima de un atentado sicarial en el municipio de Soacha (Cundinamarca) y en el que resultó herida, junto a su bebé y su hija menor.
Dávila fue enviado a la cárcel El Bosque en Barranquilla y compartió celda con otros notables reclusos como el exgobernador de Sucre y parapolítico, Salvador Arana, los primos Manuel Nule y Mauricio Galofre, y el hijo de Enilse López alias "La Gata" Jorge Luis Alfonso López, pero tiempo después, alegando problemas de salud pidió casa-por-cárcel (prisión domiciliaria). El 30 de mayo de 2019, por petición de la Procuraduría General de la Nación, el Tribunal Superior de Barranquilla revocó la medida de prisión domiciliaria de la que Dávila gozaba en su casa en Santa Marta, y lo envió a al Centro Penitenciario de Mediana Seguridad El Bosque en Barranquilla.

## Propietario del Unión Magdalena

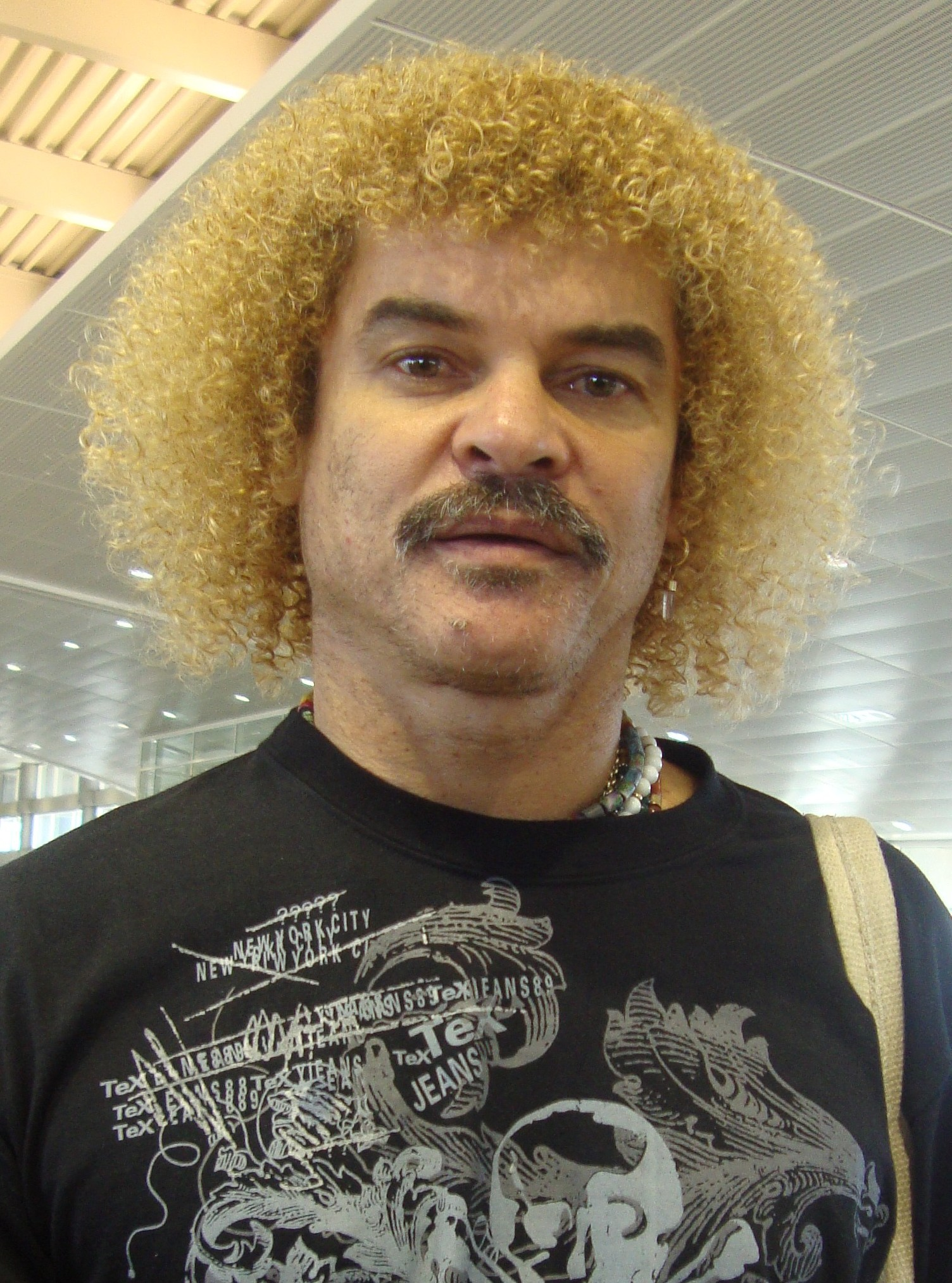
Carlos "El Pibe" Valderrama, fue uno de los referentes del Unión Magdalena.

Como dueño del Unión Magdalena, Dávila le dio oportunidad a numerosos deportistas locales como Radamel García King -padre del también futbolista Radamel Falcao García- y quien militó en el Unión entre 1984 y 1986.
Tal vez el más notable fue Carlos "El Pibe" Valderrama, quien se inició en las bases del equipo samario en 1981-1984, y luego llegó a ser capitán de la Selección Colombia y jugador internacional, destacado a nivel continental.
Debido a los problemas legales de Dávila, el Unión Magdalena se vio afectado económicamente. El Unión Magdalena descendió a la categoría B en el Campeonato colombiano 1999. Volvió a ascender a la primera categoría en el Torneo Apertura de 2002, pero decayó en la siguiente temporada y volvió a descender a la categoría B durante la Temporada 2005 del fútbol colombiano. Permanece en la Categoría B hasta que vuelve a ascender en el 2018 y regresa a primera para la Temporada 2019 del fútbol colombiano. Pese al impulso, por tercera vez en menos de 15 años vuelve a descender de categoría en el 2019 durante el Torneo Finalización.
Según reportes de medios locales en Santa Marta, la afición culpa en parte a Eduardo Dávila de los constantes altibajos del equipo.

## Familia

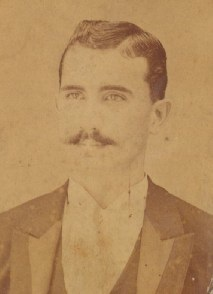
Su tío abuelo, José Domingo Dávila.

Eduardo Dávila Armenta es miembro de una familia aristocrática de la región, siendo hijo de Eduardo Dávila Riascos de su esposa, Rita Cecilia Armenta Jimeno, siendo sus hermanos José Domingo "Chelo" (exgobernador de Magdalena) Raúl, Enrique, Fátima (Señorita Magdalena 1977) y Pedro Dávila Armenta. 
Es primo del polémico político Raúl Dávila Jimeno, quien es uno de los sobrinos de su madre.
Sus padres estaban emparentados con los hijos del expresidente Joaquín Riascos García, quien a su vez era cuñado del expresidente José María Campo Serrano, el primer presidente de la actual Colombia, y discípulo del expresidente Rafael Núñez. Todos tres eran políticos de la Costa Atlántica colombiana.
Su padre era sobrino del político José Domingo Dávila Pumarejo, quien era nieto a su vez del político conservador José Domingo Pumarejo, lo que convierte a José en primo de personajes como Alberto Pumarejo Vengeoechea y Rosario Pumarejo Cotés. Dávila Pumarejo por lo tanto era primo segundo del expresidente Alfonso López Pumarejo (hijo de su prima Rosario).
A su vez, el expresidente López, se casó en segundas nupcias con Olga Dávila Alzamora, quien era hija de Dolores Alzamora de Mier, y de José Domingo, el tío segundo de Eduardo. López y Dávila no tuvueron descendencia ya que el expresidente murió pocos años después de su matrimonio.

### Matrimonio y descendencia
Dávila estuvo casado con Carmen Josefa Vergara Díaz Granados, a quien mandó a asesinar en el 2007.